# DeAgostini

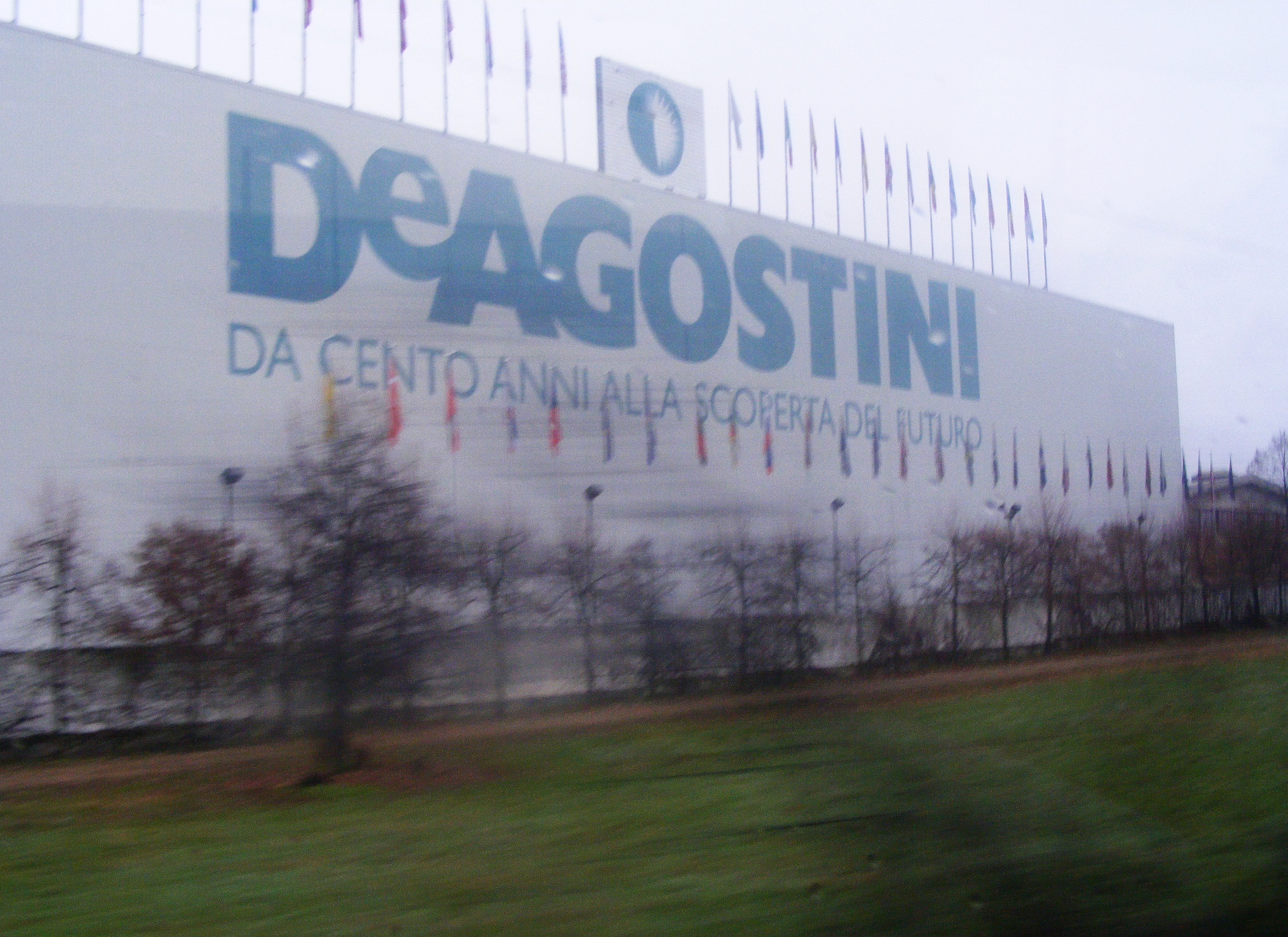
Uitgeverij DeAgostini

DeAgostini is een van origine Italiaanse uitgeverij die zich voornamelijk richt op verzameluitgaves.
DeAgostini is opgericht in 1901 en sinds 1992 is het bedrijf actief op de Nederlandse markt.
Uitgaves van DeAgostini zijn onder andere De Opera Collectie, Scrap van A-Z, I-Qbot, Bouw zelf de Yamato, Amerigo Vespucci en Schatten van de Aarde. In deze uitgaves zit steeds een bouwsteen of deel van een verzameling, daarnaast meestal een infoblad of magazine waarin ingegaan wordt op achtergronden van het onderwerp.